# 산청 단계리 권씨고가
산청 단계리 권씨고가(山淸 丹溪里 權氏古家)는 대한민국 경상남도 산청군 신등면 단계리에 있는 옛집이다. 1985년 1월 23일 경상남도의 문화재자료 제120호로 지정되었다.

## 개요
안채 건물에 적힌 기록에 따르면 기미삼월에 마룻대를 올렸다고 하는데 안채, 사랑채, 곳간채, 문간채로 구성되어 있다.
안채는 앞면 5칸·옆면 2칸 크기로 지붕은 옆면에서 볼 때 여덟 팔(八)자 모양을 한 팔작지붕이다. 가운데 있는 대청을 북쪽으로 트지 않고 마루방으로 만든 특이한 형식을 취하고 있다.
사랑채는 앞면 4칸·옆면 2칸 크기의 팔작지붕이고 곳간채는 앞면 4칸·옆면 1칸 크기이다. 문간채는 앞면 4칸·옆면 1칸 크기이며 지붕은 옆면에서 볼 때 사람 인(人)자 모양을 한 맞배지붕으로 꾸몄다.

## 참고 자료
- 산청 단계리 권씨고가 - 국가유산청 국가유산포털